# Agorius saaristoi
Agorius saaristoi är en spindelart som beskrevs av Prószynski 2008 [2009. Agorius saaristoi ingår i släktet Agorius och familjen hoppspindlar. Inga underarter finns listade i Catalogue of Life.